# 18861 Eugenishmidt
18861 Eugenishmidt è un asteroide della fascia principale. Scoperto nel 1999, presenta un'orbita caratterizzata da un semiasse maggiore pari a 2,5775445 UA e da un'eccentricità di 0,1241376, inclinata di 6,64564° rispetto all'eclittica.